# Maykel Galindo
Maykel Galindo Castañeda, né le 28 janvier 1981 à Villa Clara, est un footballeur international cubain.

## Biographie

### Carrière en club
Après avoir demandé asile le 7 juillet 2005, il rejoint rapidement le club de la ville : les Seattle Sounders en D2 nord-américaine. Ces deux saisons dans l'État de Washington sont perturbées par de différentes blessures mais il signe néanmoins à l'échelon supérieur avec le CD Chivas USA la saison suivante.

### Carrière internationale
Il fait ses débuts en sélection en janvier 2002, lors d'un match amical contre le Guatemala. International de 2002 à 2005, il dispute trois Gold Cup d'affilée en 2002, 2003 et 2005. C'est au cours de cette dernière, organisée aux États-Unis, et à la suite du second match de la sélection cubaine contre le Costa Rica - où il inscrit un but à la 72e minute - qu'il abandonne l'équipe nationale et demande asile aux États-Unis, à Seattle, ville où s'est déroulé le match.

## Statistiques

### Buts en sélection
| Buts en sélection de Maykel Galindo | Buts en sélection de Maykel Galindo | Buts en sélection de Maykel Galindo                        | Buts en sélection de Maykel Galindo | Buts en sélection de Maykel Galindo | Buts en sélection de Maykel Galindo | Buts en sélection de Maykel Galindo |
|                                     | Date                                | Lieu                                                       | Adversaire                          | Score                               | Résultat                            | Compétition                         |
| ----------------------------------- | ----------------------------------- | ---------------------------------------------------------- | ----------------------------------- | ----------------------------------- | ----------------------------------- | ----------------------------------- |
| 1.                                  | 27 novembre 2002                    | Truman Bodden Sports Complex, George Town (Îles Caïmans)   | Îles Caïmans                        | 0-5                                 | 0-5                                 | QGC 2003                            |
| 2.                                  | 13 mars 2003                        | ?, La Havane (Cuba)                                        | Jamaïque                            | 1-0                                 | 1-0                                 | Amical                              |
| 3.                                  | 26 mars 2003                        | Hasely Crawford Stadium, Port of Spain (Trinité-et-Tobago) | Guadeloupe                          | 0-1                                 | 2-3                                 | QGC 2003                            |
| 4.                                  | 26 mars 2003                        | Hasely Crawford Stadium, Port of Spain (Trinité-et-Tobago) | Guadeloupe                          | 2-3                                 | 2-3                                 | QGC 2003                            |
| 5.                                  | 30 mars 2003                        | Manny Ramjohn Stadium, San Fernando (Trinité-et-Tobago)    | Trinité-et-Tobago                   | 1-3                                 | 1-3                                 | QGC 2003                            |
| 6.                                  | 19 novembre 2003                    | Hasely Crawford Stadium, Port of Spain (Trinité-et-Tobago) | Trinité-et-Tobago                   | 2-1                                 | 2-1                                 | Amical                              |
| 7.                                  | 18 mars 2004                        | Estadio Pedro Marrero, La Havane (Cuba)                    | Panama                              | 2-0                                 | 3-0                                 | Amical                              |
| 8.                                  | 20 mai 2004                         | Estadio Pedro Marrero, La Havane (Cuba)                    | Grenade                             | 1-0                                 | 2-2                                 | Amical                              |
| 9.                                  | 12 décembre 2004                    | Estadio Pedro Marrero, La Havane (Cuba)                    | Martinique                          | 2-0                                 | 2-0                                 | QCAR 2005                           |
| 10.                                 | 9 janvier 2005                      | Stade Sylvio-Cator, Port-au-Prince (Haïti)                 | Haïti                               | 0-1                                 | 0-1                                 | QCAR 2005                           |
| 11.                                 | 20 février 2005                     | Barbados National Stadium, Bridgetown (Barbade)            | Barbade                             | 0-3                                 | 0-3                                 | CAR 2005                            |
| 12.                                 | 9 juillet 2005                      | Seahawks Stadium, Seattle (États-Unis)                     | Costa Rica                          | 1-1                                 | 3-1                                 | GC 2005                             |

## Palmarès
- FC Villa Clara
  - Champion de Cuba en 2003 et 2005

- Seattle Sounders
  - Vainqueur de la USL First Division en 2005